# NGC 1249

NGC 1249

NGC 1249 في الفهرس العام الجديد، هي مجرة، تقع في كوكبة الساعة (كوكبة). اكتشفت في 5 ديسمبر 1834 بواسطة جون هيرشل.

## روابط خارجية
- NGC 1249 على موقع ويكي سكاي: DSS2, SDSS, GALEX, IRAS, Hydrogen α, X-Ray, Astrophoto, Sky Map, Articles and images